# 女帝 小池百合子
『女帝 小池百合子』（じょてい こいけゆりこ）は、2020年5月29日に文藝春秋から出版された石井妙子のノンフィクション。

## 概要
2017年12月8日発売の『文藝春秋』2018年1月号に、石井妙子のルポルタージュ「女たちが見た小池百合子『失敗の本質』」が掲載される。この記事を読んだ小池のカイロ大学時代の同居人とされる女性が、2018年1月に編集部気付で石井に「小池百合子さんはカイロ大学を卒業していません」とする手紙を出した。石井は記事を読んだという文藝春秋の編集者から本を書く依頼を受ける。自信が持てずすぐに返答できなかったが引き受けた。
小池について書くと同時に、小池を生み出した時代と社会を見つめなおすことを目的とした。批判を恐れて抑えた表現にせず、書くべきことを書いたという。3年半をかけて100人以上に取材し、小池百合子の幼少期から現在までを書き、400ページを超える本となった。元同居人の名は仮名で記された。
2020年5月29日に発売。発売から2週間で15万部突破。7月の時点で20万部突破。
2021年6月23日、第52回大宅壮一ノンフィクション賞を受賞。
2023年11月8日、文春文庫版が発売。文庫化に際し、元同居人の記述部分は実名で記載された。